# Типографія (сузір'я)

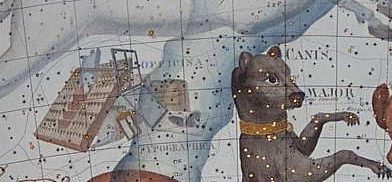
Сузір'я Officina Typographica в «Уранографії» Боде.

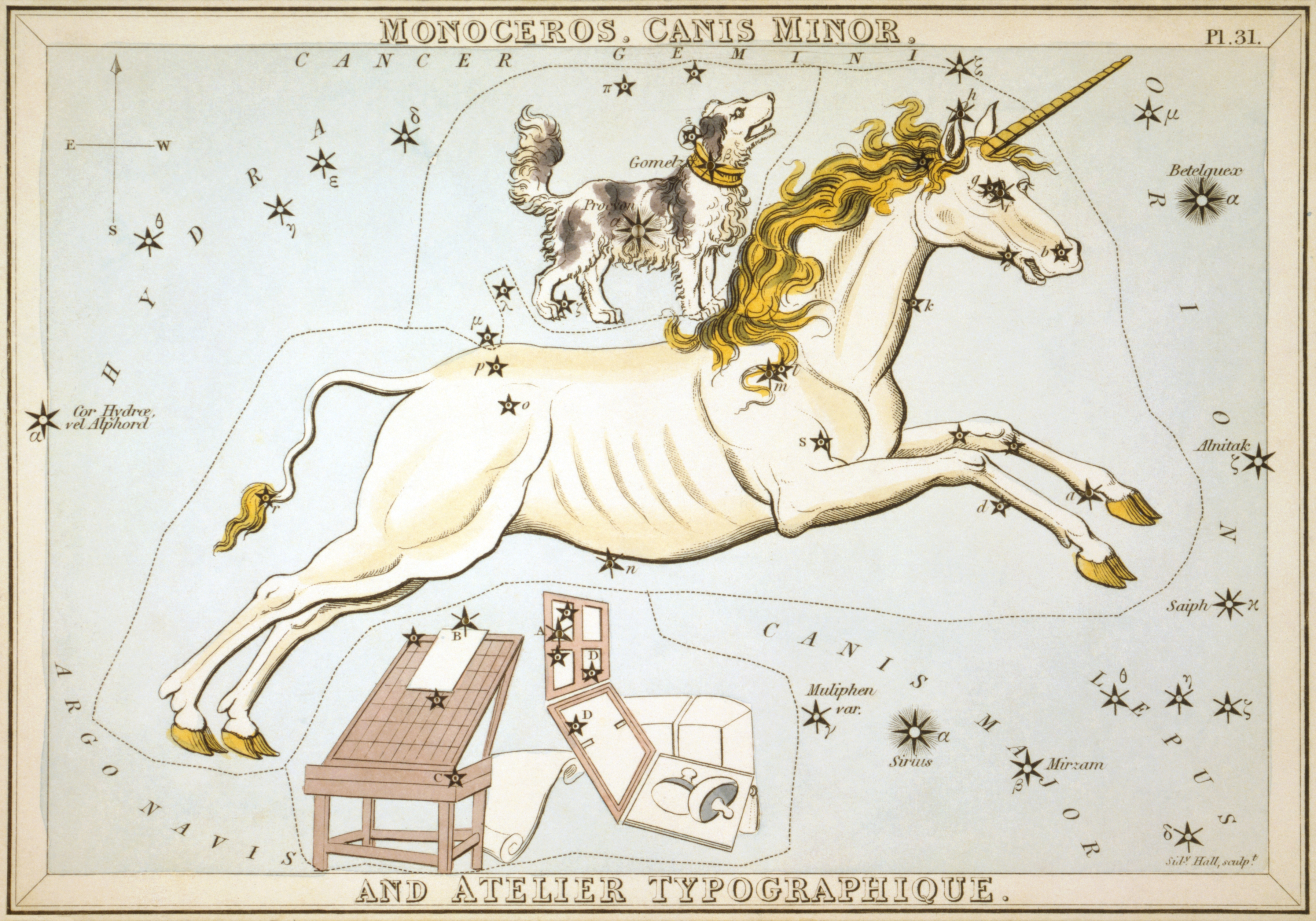
Зображення сузір'я Atelier Typographique поряд з Єдинорогом та Малим Псом у «Дзеркалі Уранії».

Типографія (лат. Officina Typographica — типографський офіс) — колишнє, нині відмінене сузір'я, яке розташовувалось на схід від Сіріуса та Великого Пса, на північ від Корми та на південь від Єдинорога. Вперше запропоноване 1798 року, досить широко використовувалось протягом XIX століття, але до кінця XIX століття майже повністю вийшло з ужитку. Зараз є частиною сузір'я Корми.
Сузір'я Типографія утворили Йоганн Боде та Жозеф Жером де Лаланд у 1798 році на честь друкарського верстата Йоганна Гутенберга, а 1801 року Йоганн Боде включив його до свого зоряного атласу «Уранографія». Лаланд повідомляв, що хотів вшанувати новими сузір'ями французькі та німецькі відкриття так само, як це до нього зробив Ніколя-Луї де Лакайль. Спочатку Боде назвав сузір'я Buchdrucker-Werkstatt (нім. друкарська майстерня). Пізніше воно зустрічалось під назвами Atelier Typographique (фр. типографська майстерня, «Дзеркало Уранії», 1825), Atelier de l'Imprimeur (фр. друкарська майстерня, Прейсінгер, 1862)та Antlia Typographiae (лат. друкарський насос, 1888).
Сузір'я з'являлося в пізніших зоряних атласах протягом XIX століття, але в кінці століття вже рідко використовувалося. Річард Гінклі Аллен у «Назвах зір» (1899) зазначав, що його останнє використання було в 1878 році на планісфері Анджело Секкі. Зорі Типографії доєднали до сузір'я Корми. Там вони й залишилися після встановлення остаточних меж сузір'їв Міжнародним астрономічним союзом у 1928 році.